# Antiimperialistiska Nationella Demokratiska Fronten

Logo för Antiimperialistiska Nationella Demokratiska Fronten

Antiimperialistiska Nationella Demokratiska Fronten (AINDF) är ett illegalt sydkoreanskt kommunistparti som följer den nordkoreanska juche-filosofin och songun-politiken och verkar för att Korea ska återförenas på basen av dessa. Partiet grundades som Revolutionära partiet för återförening 25 augusti 1969. Namnet ändrades till Sydkoreas nationella demokratiska front 27 juli 1985 och dess nuvarande namn antogs 23 mars 2005.  AINDF:s omedelbara målsättning att kasta ut USA ur Korea. 
Partiet anses av den sydkoreanska regimen vara en Nordkoreansk spionorganisation och är förbjudet under Nationella säkerhetslagen i Sydkorea men har kontor i Pyongyang i Nordkorea och i Japan.

## Historia
AINDF:s historia börjar 1964 då en kommittén för grundandet av Revolutionära Återföreningspartiet bildades. Revolutionära återföreningspartiet grundades 1969 av Kim Jongtae och Choi Yongdo. Dessa, och övriga ledare i partiet, avrättades på order av den Sydkoreanska regeringen under president Park Chung Hee. Kim Jongtaes fru och barn försvann också spårlöst och många andra partimedlemmar fick långa fängelsestraff.
Revolutionära Återföreningspartiet slogs 1985 samman med Sydkoreas Strategiska Återföreningsparti och bytte därmed namn till Sydkoreas Nationella Demokratiska Front. År 2005 antog man det nuvarande partinamnet.